# Nu läser vi
Nu läser vi, är en serie läseböcker. Serien skrevs av Stina Borrman, Kjersti Matthis, Ester Salminen och Vera Wigforss, och illustrerades av Ylva Källström-Eklund. Serien användes i den svenska grundskolans lågstadium under 1970-talet. Seriens huvudfigurer var Tor och Lena. Böckerna gavs ut av Liber.